# Thiago Kosloski
Thiago Kosloski (Telêmaco Borba, 16 maggio 1981) è un allenatore di calcio ed ex calciatore brasiliano, di ruolo difensore.

## Carriera

### Giocatore
Kosloski ha iniziato la sua carriera da calciatore con il PSTC nel 1998. L'anno successivo ha vinto il Campeonato Paranaense Terceira Divisão con il Telêmaco Borba. Negli anni seguenti ha giocato nelle serie inferiori del calcio brasiliano con Operário-PR, Londrina, Grêmio Barueri, Botafogo-SP, Rio Branco-PR e Grêmio Coariense prima di firmare con i libanesi dell'Ahed nel 2007.
Rientrato in patria nel 2008, ha giocato con Cianorte, Vilhena e Penapolense prima di ritirarsi nel 2009 all'età di 29 anni.

### Allenatore
Subito dopo il ritiro ha iniziato la carriera da allenatore con la squadra Under-17 dell'Olé Brasil. L'anno successivo ha preso in carico prima l'Under-20 e poi la prima squadra che disputava il Campeonato Paulista Segunda Divisão.
Nel novembre 2011 si è trasferito in Kazakistan all'Astana. Ha lasciato il paese il 5 aprile 2012 non essendo riuscito ad ottenere la licenza, ma vi è ritornato poche settimane dopo, questa volta alla guida del Bäýterek.
Rientrato in Brasile, ha lavorato come coordinatore per il Botafogo-SP ed è stato allenatore dell'Atl. Pernambucano nel Campeonato Pernambucano Série A2 del 2014, prima di prendere in carico la squadra U-20 del Botafogo (SP) nel novembre 2015. Nell'ottobre 2018 si è trasferito in Australia per diventare tecnico del SWQ Thunder.
Il 10 aprile 2020 è stato annunciato da Ramon Menezes come suo assistente al Vasco da Gama. Ha successivamente seguito Ramon anche al CRB ed al Vitória, prima di diventare assistente di Felipe Conceição alla Chapecoense nel 2022.
Il 17 febbraio 2022 ha annunciato la sua partenza dal club catarinense, e poco dopo ha firmato con il Coritiba che lo ha assegnato alla squadra Under-20. Nel mese di maggio è stato scelto da Ramon Menezes come suo assistente nella Nazionale Under-20 brasiliana.
Nel marzo 2023 ha fatto parte dello staff di Ramon alla guida della Nazionale maggiore brasiliana per un breve periodo. Il 27 giugno dello stesso anno è stato nominato tecnico del Coritiba, dopo aver effettuato un breve periodo da allenatore ad interim dopo le dimissioni di Antônio Carlos Zago.
Il 31 luglio 2023 ha rinnovato il contratto con il club biancoverde fino al dicembre 2024.

## Palmarès

### Calciatore
- Campeonato Paranaense Terceira Divisão: 1

Telêmaco Borba: 1999